# Gréoux-les-Bains
Gréoux-les-Bains est une commune française située dans le département des Alpes-de-Haute-Provence, en région Provence-Alpes-Côte d'Azur.
Ses habitants sont appelés les Gryséliens.

## Géographie
Le centre-ville est situé à 400 m d’altitude. Construite sur une butte, ses maisons occupent uniquement le versant sud.
La commune est située sur le cours du Verdon dont le confluent avec la Durance se trouve sur la commune de Saint-Paul-lès-Durance. Un barrage (le barrage de Gréoux) y a été établi sur le Verdon en amont de la ville, en 1967.
La commune est membre du parc naturel régional du Verdon.

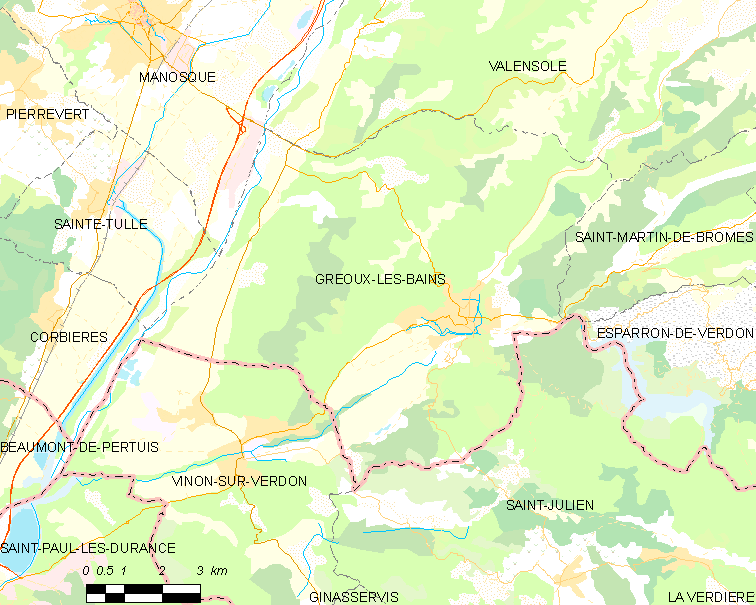
Gréoux-les-Bains et les communes voisines (Cliquez sur la carte pour accéder à une grande carte avec la légende).

Les communes limitrophes sont Valensole, Saint-Martin-de-Brômes, Esparron-de-Verdon, Saint-Julien-le-Montagnier et Vinon-sur-Verdon (département du Var), Corbières-en-Provence, Sainte-Tulle et Manosque.

### Hydrographie

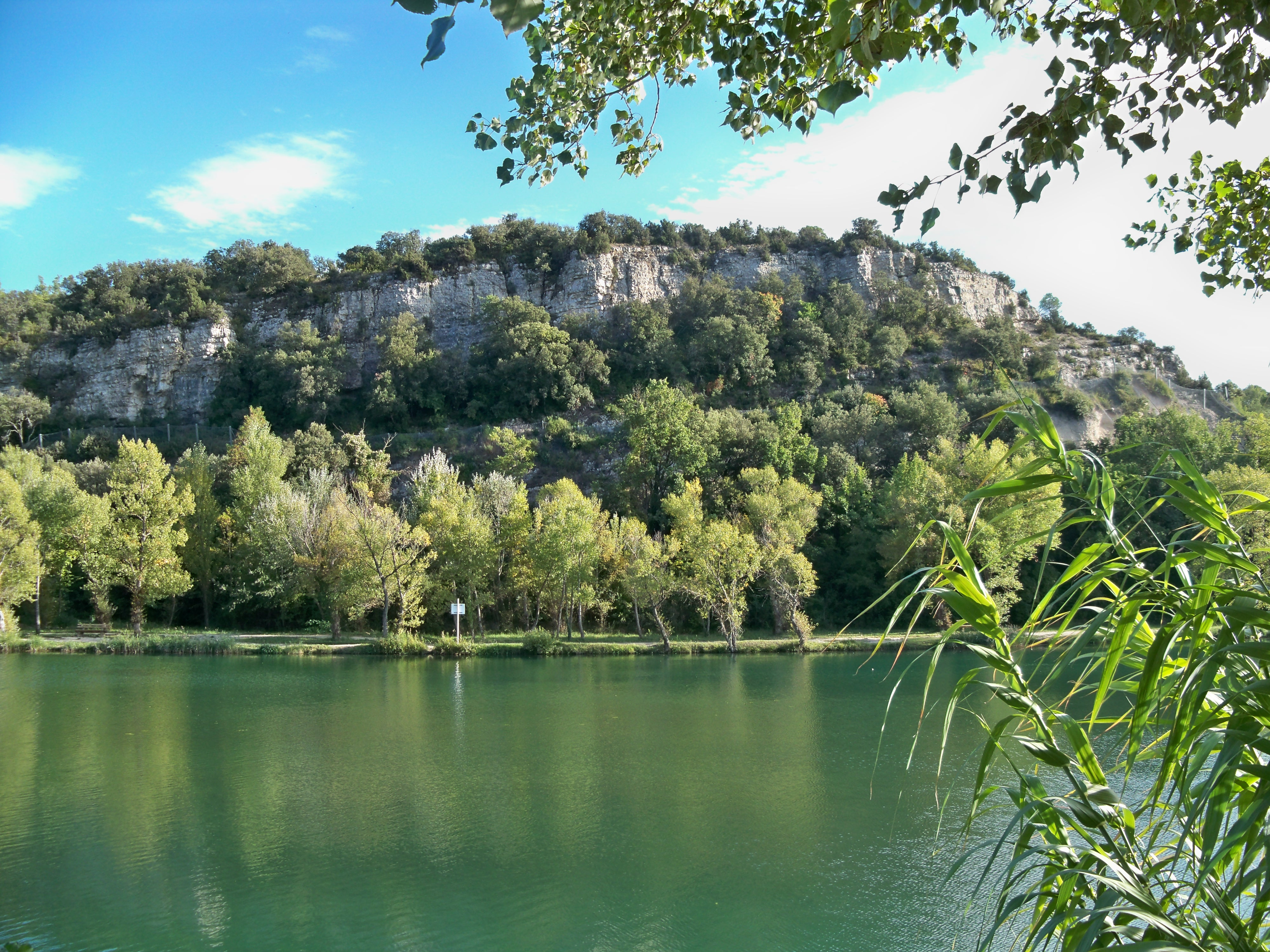
Bord du Verdon, près de Gréoux-les-Bains.

Gréoux-les-Bains est arrosé par le Verdon.

### Environnement
La commune compte 4 400 ha de bois et forêts, soit 63 % de sa superficie.
Le moustique tigre, probablement apporté involontairement par des touristes est présent à Gréoux-les-Bains. Il est susceptible de transmettre la dengue et le chikungunya.

### Risques naturels et technologiques
Aucune des 200 communes du département n'est en zone de risque sismique nul. Le canton de Valensole auquel appartient Gréoux-les-Bains est en zone 1b (sismicité faible) selon la classification déterministe de 1991, basée sur les séismes historiques, et en zone 4 (risque moyen) selon la classification probabiliste EC8 de 2011. La commune de Gréoux-les-Bains est également exposée à trois autres risques naturels :
- feu de forêt ;
- inondation ;
- mouvement de terrain : la commune est presque entièrement concernée par un aléa moyen à fort[6].

La commune de Gréoux-les-Bains est également exposée à plusieurs risques d'origine technologique :
- celui de transport de matières dangereuses par route et canalisations[7] :
  - les départementales RD 4 et RD 6 peuvent être empruntées par les transports routiers de marchandises dangereuses[8],
  - un gazoduc transportant du gaz naturel traverse la commune et constitue donc un facteur de risque supplémentaire[9] ;
- celui de rupture de barrage : en cas de rupture du barrage de Sainte-Croix, toute la vallée du Verdon serait menacée par l'onde de submersion[10].

Le plan de prévention des risques naturels prévisibles (PPR) de la commune a été approuvé en 2006 pour les risques d'inondationet la commune dispose d'un Dicrim.
La commune a été l'objet de cinq arrêtés de catastrophe naturelle pour des inondations et des coulées de boue en 1986, 1987, 1994 et 2006, et pour des glissements de terrain en 1994. Les tremblements de terre fortement ressentis à Gréoux-les-Bains sont :
- le séisme du 18 novembre 1862, d'une intensité ressentie de V sur l'échelle MSK (dormeurs réveillés, chutes d'objets). L'épicentre était à Gréoux même[13] ;
- celui du 17 février 1947, d'une intensité ressentie de III et demi et dont l'épicentre était situé en Italie[14].

### Climat
Pour des articles plus généraux, voir Climat de Provence-Alpes-Côte d'Azur et Climat des Alpes-de-Haute-Provence.
En 2010, le climat de la commune est de type climat méditerranéen franc, selon une étude du Centre national de la recherche scientifique s'appuyant sur une série de données couvrant la période 1971-2000. En 2020, Météo-France publie une typologie des climats de la France métropolitaine dans laquelle la commune est dans une zone de transition entre le climat de montagne et le climat méditerranéen et est dans la région climatique Provence, Languedoc-Roussillon, caractérisée par une pluviométrie faible en été, un très bon ensoleillement (2 600 h/an), un été chaud (21,5 °C), un air très sec en été, sec en toutes saisons, des vents forts (fréquence de 40 à 50 % de vents > 5 m/s) et peu de brouillards.
Pour la période 1971-2000, la température annuelle moyenne est de 13,2 °C, avec une amplitude thermique annuelle de 17 °C. Le cumul annuel moyen de précipitations est de 759 mm, avec 6,1 jours de précipitations en janvier et 3,1 jours en juillet. Pour la période 1991-2020, la température moyenne annuelle observée sur la station météorologique de Météo-France la plus proche, « Vinon Sur Verdon », sur la commune de Vinon-sur-Verdon à 7 km à vol d'oiseau, est de 13,4 °C et le cumul annuel moyen de précipitations est de 607,5 mm. 
La température maximale relevée sur cette station est de 44,3 °C, atteinte le 28 juin 2019 ; la température minimale est de −13,5 °C, atteinte le 12 février 2012,,.
Les paramètres climatiques de la commune ont été estimés pour le milieu du siècle (2041-2070) selon différents scénarios d'émission de gaz à effet de serre à partir des nouvelles projections climatiques de référence DRIAS-2020. Ils sont consultables sur un site dédié publié par Météo-France en novembre 2022.

## Urbanisme

### Typologie
Au 1er janvier 2024, Gréoux-les-Bains est catégorisée bourg rural, selon la nouvelle grille communale de densité à 7 niveaux définie par l'Insee en 2022.
Elle appartient à l'unité urbaine de Gréoux-les-Bains, une unité urbaine monocommunale constituant une ville isolée,. Par ailleurs la commune fait partie de l'aire d'attraction de Manosque, dont elle est une commune de la couronne,. Cette aire, qui regroupe 30 communes, est catégorisée dans les aires de 50 000 à moins de 200 000 habitants,.

### Occupation des sols
L'occupation des sols de la commune, telle qu'elle ressort de la base de données européenne d’occupation biophysique des sols Corine Land Cover (CLC), est marquée par l'importance des forêts et milieux semi-naturels (66,9 % en 2018), en diminution par rapport à 1990 (68,3 %). La répartition détaillée en 2018 est la suivante : forêts (60,8 %), terres arables (21,4 %), zones agricoles hétérogènes (5,3 %), milieux à végétation arbustive et/ou herbacée (4,4 %), zones urbanisées (3,1 %), zones industrielles ou commerciales et réseaux de communication (1,8 %), espaces ouverts, sans ou avec peu de végétation (1,7 %), cultures permanentes (0,8 %), espaces verts artificialisés, non agricoles (0,7 %).
L'évolution de l’occupation des sols de la commune et de ses infrastructures peut être observée sur les différentes représentations cartographiques du territoire : la carte de Cassini (XVIIIe siècle), la carte d'état-major (1820-1866) et les cartes ou photos aériennes de l'IGN pour la période actuelle (1950 à aujourd'hui).

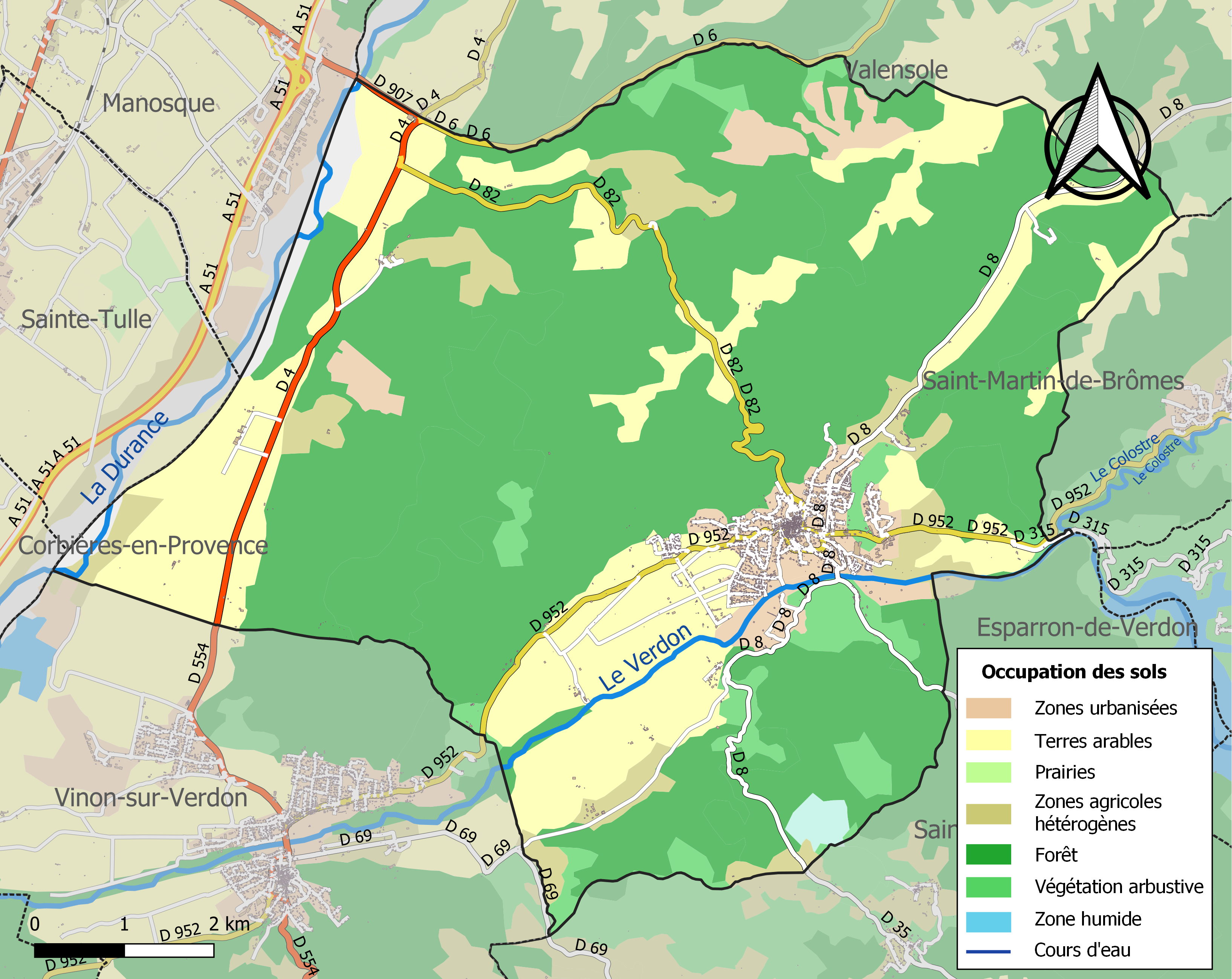
Carte de l'occupation des sols de la commune en 2018 (CLC).

## Toponymie
La localité apparaît pour la première fois dans les textes sous l’Empire romain (Nymphis Griselicis), nom qui devient Criseldis (963), de Gresols (1018). Il s’agirait du pluriel d’un nom romain, Chrysellus, selon Ernest Nègre, ou d’une référence à la roche gréseuse selon Charles Rostaing suivi par le couple FéniéBénédicte et Jean-Jacques Fénié, Toponymie provençale, Éditions Sud-Ouest, coll. « Sud Ouest Université », 2002, 128 p. (ISBN 978-2-87901-442-5), p. 21.. Selon Charles Rostaing, le toponyme est probablement antérieur aux Gaulois. La forme Greols est apparue au XIIIe siècle. La commune se nomme Greols /ɡre'u(s)/ en occitan provençal. La forme /grews/ es une refection erronée, une mauvaise lecture, la tonique étant à la fin comme le confirment les attestations ci-dessus. Cela est conforme à la prononciation locale.
Le nom de la commune devient Gréoux-les-Bains en 1923.
Le nom du hameau d’Aurabelle, au sud du village, dans la vallée du Verdon, fait référence à l’oiseau auravela (casse-noix), ou avelanier ou encore nosier en occitan.

## Histoire
De nombreuses traces d’occupation néolithique ont été retrouvées aux grottes de Saint-Sébastien, dont des fibules de culture de Hallstatt. La localité est connue dès l’Antiquité, sous le nom de Nymphis Griselius, en rapport avec les sources thermales (les nymphes sont les divinités des sources), aménagées en thermes par les Romains.
Une motte castrale est élevée au XIe siècle (site d’Aurabelle). Les seigneurs du lieu sont, successivement, l’ordre des Hospitaliers de l'ordre de Saint-Jean de Jérusalem, les Glandevès du XIVe au XVIIe siècle, les d’Audiffred jusqu’à la Révolution française. Le prieuré de Saint-Pierre-hors-les-murs (situé à l’est du village, dans le quartier antique) dépend de l’abbaye de Montmajour. L’église paroissiale relevait de l’évêque de Riez, qui nommait le chapelain et percevait les revenus attachés à cette église.
La communauté d’Aurafrède (Aurafrigida au XIIIe siècle), sur la rive gauche du Verdon, était indépendante. Elle formait également un fief distinct. Elle est fortement dépeuplée par la crise du XIVe siècle (Peste noire et guerre de Cent Ans) et annexée par celle de Gréoux au XVe siècle De la même façon, la communauté de Rousset-lès-Gréoux, créée autour d’un prieuré (Saint-Pierre-de-Rousset) de l’abbaye de Montmajour et qui comptait 37 feux en 1315, est elle aussi rattachée à Gréoux au XVe siècle. Une paroisse existait encore à la fin de l’Ancien Régime, qui recouvrait aussi une partie de Valensole, et dont le culte se tenait à l’église Sainte-Madeleine à Villedieu.

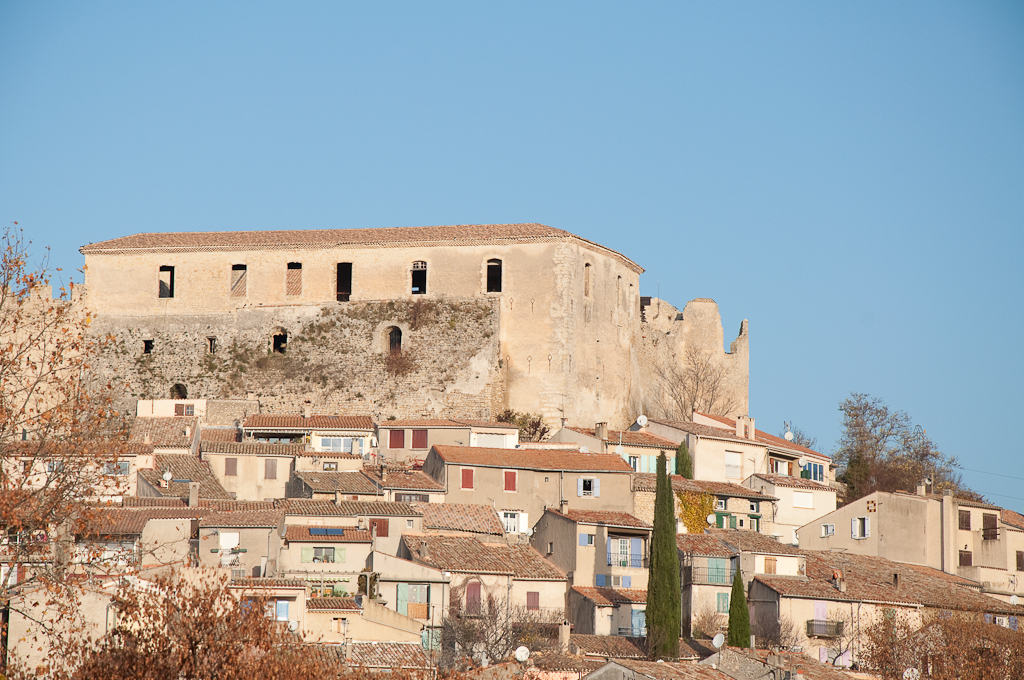
Gréoux, le village et son château.

La ville est pillée par les huguenots lors des guerres de religion. La baronnie médiévale est érigée en marquisat pour Jérôme d’Audiffred en 1702
Durant la Révolution, la commune compte une société patriotique, créée après la fin de 1792Patrice Alphand, « Les Sociétés populaires, La Révolution dans les Basses-Alpes », Annales de Haute-Provence, bulletin de la société scientifique et littéraire des Alpes-de-Haute-Provence, vol. 108, no 307,‎ 1er trimestre 1989, p.296-298. En 1793, le château est désigné comme pouvant être démoli par les administrateurs du département, mais échappe à la destruction. Il est néanmoins pillé le 3 décembre 1800 par les royalistes entretenant l’agitation dans la région.
Le coup d'État du 2 décembre 1851 commis par Louis-Napoléon Bonaparte contre la Deuxième République provoque un soulèvement armé dans les Basses-Alpes, en défense de la Constitution. Après l’échec de l’insurrection, une sévère répression poursuit ceux qui se sont levés pour défendre la République : 25 habitants de Gréoux sont traduits devant la commission mixte, la majorité étant condamnés à la déportation en Algérie.
Comme de nombreuses communes du département, Gréoux se dote d’une école bien avant les lois Jules Ferry : en 1863, elle en possède déjà une qui dispense une instruction primaire aux garçons, au chef-lieu. La même instruction est donnée aux filles : c’est la loi Falloux (1851) qui impose l’ouverture d’une école de filles aux communes de plus de 800 habitants. La commune profite des subventions de la deuxième loi Duruy (1877) pour rénover son école.

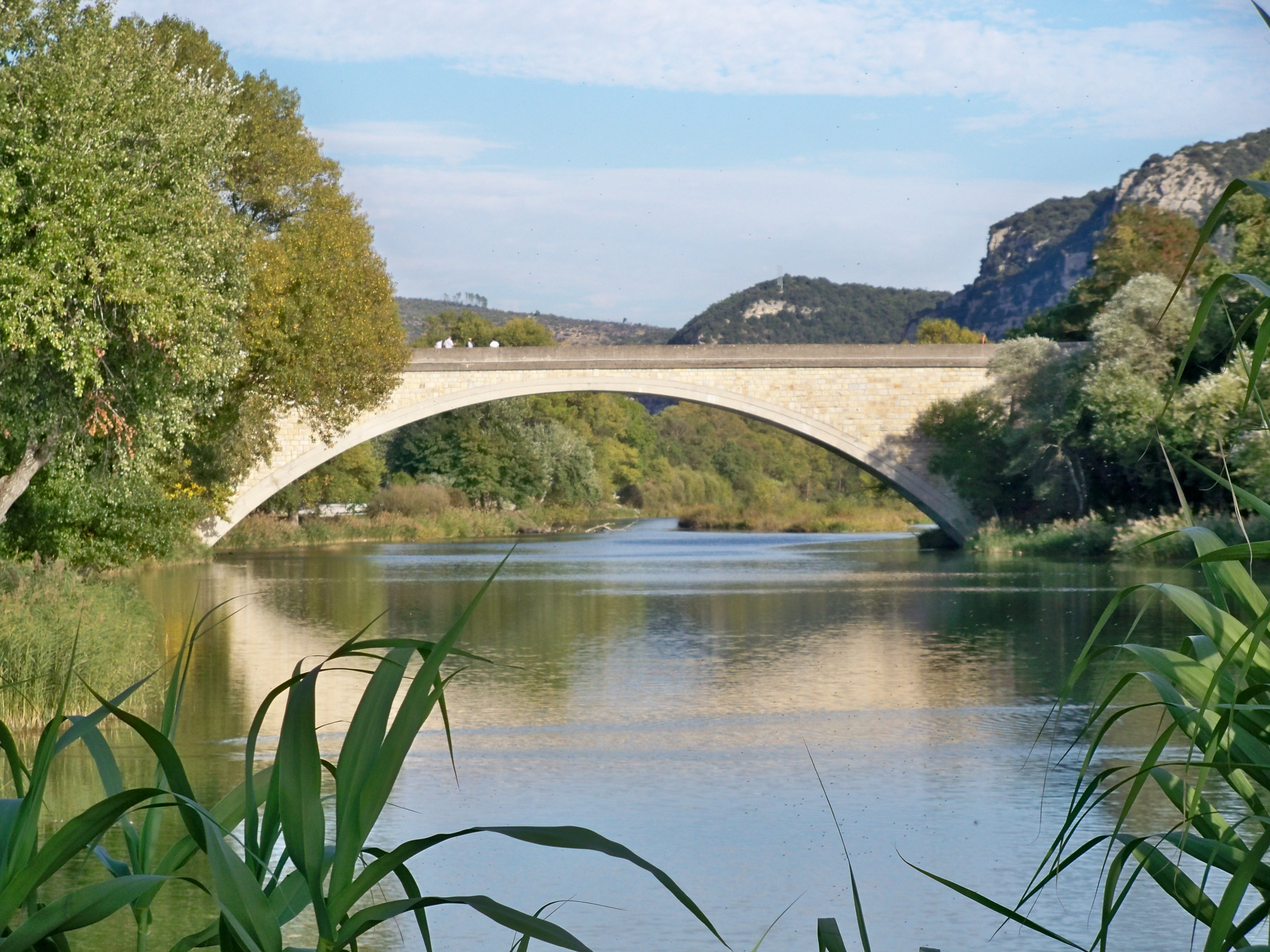
Le second pont du Verdon datant des années 1950

Pendant la Seconde Guerre mondiale, un centre d’internement est ouvert à Gréoux pour les étrangers indésirables. Les Polonais de l’armée polonaise de l'Ouest démobilisés et incapables de réaliser des travaux de force (dans les groupements de travailleurs étrangers) y sont dirigés. Il ouvre en janvier 1942, par réquisition du Grand Hôtel et de l’hôtel des Bains, pour 170 personnes au départ, qui sont 200 en septembre. Une quarantaine de personnes étaient également assignées à résidence à Gréoux et sont, pendant l’occupation italienne, protégées par les autorités. Le maire s’était d’ailleurs plaint de devoir accueillir ces indésirables dans sa commune Parmi ces assignés, deux Lettons, réfugiés en France depuis 1940 et assignés à résidence à Gréoux, sont raflés et déportés en août 1942. 12 juifs sont arrêtés à Gréoux avant d’être déportés. Le camp est géré par la Croix-Rouge polonaise, puis sous Vichy, par le Service social des étrangers, avant sa fermeture fin 1942. En août 1944, le pont suspendu enjambant le Verdon et datant de 1859 est détruit par la résistance. Il est remplacé au début des années 1950 par le pont actuel.
Le 7 mars 2019, dans le cadre du Grand débat national, le président de la République française Emmanuel Macron, organise une réunion pour échanger avec 400 élus et jeunes rassemblés sur  la commune.

### Les Hospitaliers
Le château dit des Templiers (mais ne leur ayant jamais appartenu), avec des parties allant du XIIe au XVIIe siècle, est classé monument historique en 1840 et restauré. Il appartient aux comtes de Provence à partir de 1248, puis aux Hospitaliers de l'ordre de Saint-Jean de Jérusalem. Il est acheté par la commune au début des années 1980. De très nombreux auteurs (y compris l’abbé Féraud), à partir de 1705, font état de la présence de l'ordre du Temple à Gréoux (soit possesseurs de l'hospice et soignant par les eaux, soit seigneurs du lieu, ou les deux). Raymond Collier dans les Annales de Haute-Provence (livraison de 1959-60), Régis Bertrand et Joseph-Antoine Durbec ont démenti ce qu'ils considèrent comme une légende, aucune pièce d'archive ne mentionnant leur présence à aucun moment à Gréoux. Ces auteurs se contentent d'avancer la présence des Templiers en se recopiant, sans vérifications,.
Le château est construit autour d’une cour rectangulaire. L’enceinte est renforcée d’une tour ronde (nord-est) et d’un donjon carré (nord-ouest), qui peut dater du XIIe siècle. Ses défenses sont encore améliorées au XVIe siècle, avant qu’il soit modifié pour apporter plus de confort à ses habitants.
Outre la légende des Templiers, une autre concerne l’existence d’un souterrain partant de la citerne pour rejoindre les caves du village, tout aussi infondée.
Gréoux a été protégée par deux murailles successives, qui subsistent toutes deux à l’état de vestiges. Celle du XIIe siècle est visible près du château, au portail du Vieil-Horloge (dit aussi porte de la Vière ou de la vieille horloge), dans une tour d’angle, et des murs qui ont été percés de fenêtres gothiques. De la muraille de 1554, qui était longue de 670 m, subsistent principalement des pans de mur, jardin des Remparts, et une grosse tour ronde.

### Héraldique
| Blason de Gréoux-les-Bains | Blason  | Coupé : au 1er d'argent à un loup de sable et au 2e d'azur à un écureuil d'argent. |
| Blason de Gréoux-les-Bains | Détails | Le statut officiel du blason reste à déterminer.                                   |

## Politique et administration

### Liste des maires

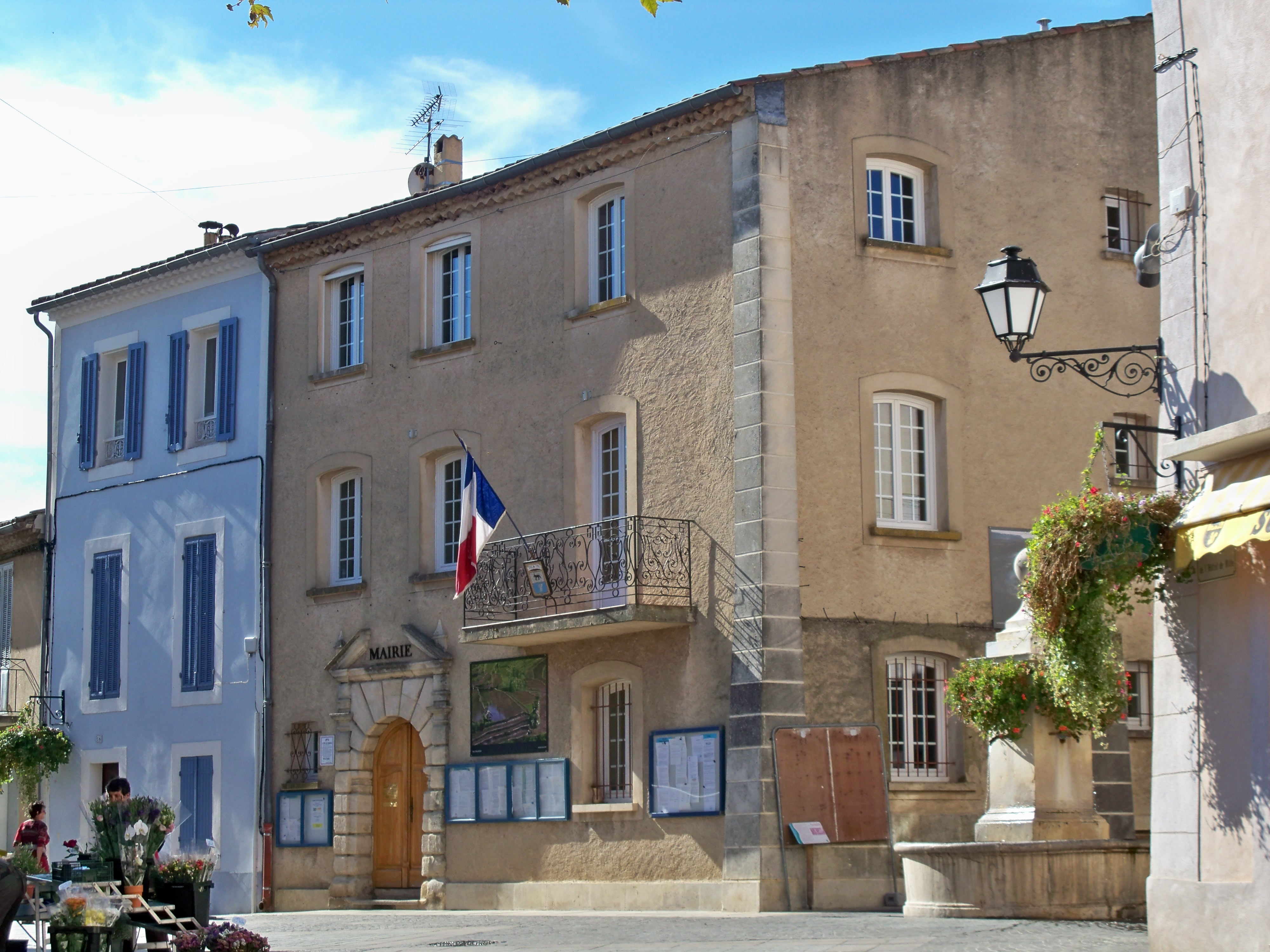
Mairie de Gréoux-les-Bains.

| Période              | Période                   | Identité                 | Étiquette                     | Qualité |
| -------------------- | ------------------------- | ------------------------ | ----------------------------- | --- |
| 22 fructidor an VIII | an XI                     | Antoine Burle            |                               | |
| an XI                | 1810                      | Joseph Nègre             |                               | |
| 1810                 | 1821                      | Joseph Burle             |                               | |
| 1821                 | 1831                      | Jean-Joseph Imbert       |                               | |
| 1831                 | 1832                      | Honnoré Burle            |                               | |
| 1832                 | 1834                      | Joseph Antoine Ferrier   |                               | |
| 1834                 | 1835                      | Joseph Fabre             |                               | |
| 1835                 | 1836                      | Joseph Jouven            |                               | |
| 1836                 | 1838                      | Pierre Nard              |                               | |
| 1838                 | 1840                      | Joseph Fabre             |                               | |
| 1840                 | 1843                      | Charles Bénézet Fabre    |                               | |
| 1843                 | 1846                      | Antoine Imbert           |                               | |
| 1846                 | 1848                      | Joseph Fabre             |                               | |
| 1848                 | 1850                      | Bienvenue Lazare Guibert |                               | Propriétaire |
| 1850                 | 1852                      | Jean Charruy             |                               | Ferblantier |
| 1852                 | 1855                      | Félix Gueyraud           |                               | |
| 1855                 | 1866                      | Jean-Joseph Jean         |                               | |
| 1866                 | 1871                      | Jean Charruy             |                               | Ferblantier |
| 1871                 | 1876                      | Lazare Tournatory        |                               | |
| 1876                 | 1881                      | Pierre Tournatory        |                               | |
| 1881                 | 1882                      | Casimir Gassier          |                               | |
| 1882                 | 1884                      | Sigismond Nègre          |                               | |
| 1884                 | 1887                      | Frédéric Pourrière       |                               | |
| 1887                 | 1891                      | Frédéric Lescalmel       |                               | |
| 1891                 | 1893                      | Adolphe Michel           |                               | |
| 1893                 | 1908                      | Sigismond Nègre          |                               | |
| 1908                 | 1919                      | Jean-Baptiste Malon      | Républicain                   | Médecin Conseiller général du canton de Valensole (1907-1919)                                                                     |
| 1919                 | 1924                      | Gustave Reynaud          |                               | Propriétaire Conseiller général du canton de Valensole (1919-1925)                                                                |
| 1925                 | 1935                      | Martin Philip            |                               | |
| 1935                 | mai 1945                  | Gustave Reynaud          |                               | Propriétaire |
| mai 1945             | 1947                      | Marius Martino           |                               | |
| 1947                 | 1959                      | Léopold Chaussegros      |                               | |
| 1959                 | 1971                      | Elie Gravier             |                               | |
| 1971                 | 1974                      | Alexandre Gay            |                               | |
| 1974                 | 1980                      | Alain Vidal              |                               | Hôtelier |
| 1980                 | mars 1983                 | Georges Bonal            |                               | |
| mars 1983            | mars 1989                 | Jacques Saintonge        |                               | |
| mars 1989            | juin 1995                 | Pierre Vial              | DVD                           | Pharmacien biologiste |
| juin 1995            | mars 2008                 | Vincent La Rocca         | UMP                           | Président de la CC Luberon Durance Verdon (2002-2008)                                                                             |
| mars 2008            | En cours (au 23 mai 2020) | Paul Audan,              | UMP puis LR puis LREM puis RE | Retraité de la fonction publique 4e vice-président de la CA Durance-Luberon-Verdon Agglomération chargé du tourisme (depuis 2020) |

### Budget et fiscalité 2015
En 2015, le budget de la commune était constitué ainsi :
- total des produits de fonctionnement : 5 931 000 €, soit 2 249 € par habitant ;
- total des charges de fonctionnement : 5 807 000 €, soit 2 202 € par habitant ;
- total des ressources d'investissement : 1 546 000 €, soit 586 € par habitant ;
- total des emplois d'investissement : 1 729 000 €, soit 656 € par habitant ;
- endettement : 5 748 000 €, soit 2 180 € par habitant.

Avec les taux de fiscalité suivants :
- taxe d'habitation : 10,44 % ;
- taxe foncière sur les propriétés bâties : 26,12 % ;
- taxe foncière sur les propriétés non bâties : 45,29 % ;
- taxe additionnelle à la taxe foncière sur les propriétés non bâties : 0,00 % ;
- cotisation foncière des entreprises : 0,00 %.

### Services publics
La commune est dotée d’une école maternelle et d’une école élémentaire.
Une brigade de gendarmerie chef-lieu de communauté est implantée à Gréoux-les-Bains.

### Intercommunalité
Gréoux-les-Bains fait partie :
- de 2002 à 2013, de la communauté de communes Luberon Durance Verdon ;
- depuis le 1er janvier 2013, de la communauté d'agglomération Durance-Luberon-Verdon Agglomération.

### Environnement et recyclage
| Gréoux-les-Bains Bad Krozingen |

La collecte et traitement des déchets des ménages et déchets assimilés et la protection et mise en valeur de l’environnement se font dans le cadre de la communauté d’agglomération Durance-Luberon-Verdon.
La commune dispose d'une déchèterie.

### Jumelages
- Bad Krozingen (Allemagne) depuis 1985[67]

## Démographie
L'évolution du nombre d'habitants est connue à travers les recensements de la population effectués dans la commune depuis 1765. Pour les communes de moins de 10 000 habitants, une enquête de recensement portant sur toute la population est réalisée tous les cinq ans, les populations de référence des années intermédiaires étant quant à elles estimées par interpolation ou extrapolation. Pour la commune, le premier recensement exhaustif entrant dans le cadre du nouveau dispositif a été réalisé en 2006.

En 2022, la commune comptait 3 088 habitants, en évolution de +18,27 % par rapport à 2016 (Alpes-de-Haute-Provence : +2,84 %, France hors Mayotte : +2,11 %).
| 1765 | 1793  | 1806  | 1821  | 1831  | 1836  | 1841  | 1846  | 1851  |
| ---- | ----- | ----- | ----- | ----- | ----- | ----- | ----- | ----- |
| 958  | 1 180 | 1 471 | 1 419 | 1 432 | 1 337 | 1 374 | 1 368 | 1 404 |

| 1856  | 1861  | 1866  | 1872  | 1876  | 1881  | 1886  | 1891  | 1896  |
| ----- | ----- | ----- | ----- | ----- | ----- | ----- | ----- | ----- |
| 1 356 | 1 400 | 1 356 | 1 378 | 1 260 | 1 228 | 1 283 | 1 163 | 1 092 |

| 1901 | 1906 | 1911  | 1921 | 1926 | 1931 | 1936 | 1946 | 1954 |
| ---- | ---- | ----- | ---- | ---- | ---- | ---- | ---- | ---- |
| 980  | 995  | 1 022 | 855  | 835  | 947  | 950  | 871  | 782  |

| 1962  | 1968  | 1975  | 1982  | 1990  | 1999  | 2006  | 2011  | 2016  |
| ----- | ----- | ----- | ----- | ----- | ----- | ----- | ----- | ----- |
| 1 039 | 1 182 | 1 296 | 1 635 | 1 718 | 1 921 | 2 455 | 2 581 | 2 611 |

| 2021  | 2022  | - | - | - | - | - | - | - |
| ----- | ----- | - | - | - | - | - | - | - |
| 2 939 | 3 088 | - | - | - | - | - | - | - |

| 1315     | 1471    |
| -------- | ------- |
| 100 feux | 55 feux |

L’histoire démographique de Gréoux-les-Bains, après la saignée des XIVe et XVe siècles et le long mouvement de croissance jusqu’au début du XIXe siècle, est marquée par une période d’« étale » où la population reste relativement stable à un niveau élevé. Cette période dure de 1806 à 1871. L’exode rural provoque ensuite un mouvement de recul démographique de longue durée. Contrairement à de nombreuses communes du département, Gréoux-les-Bains limite les pertes et perd moins de la moitié de sa population, avant qu’elle reparte à la hausse dans les années 1960. Actuellement[Quand ?], elle dépasse assez largement son plus haut niveau du XIXe siècle.

## Économie

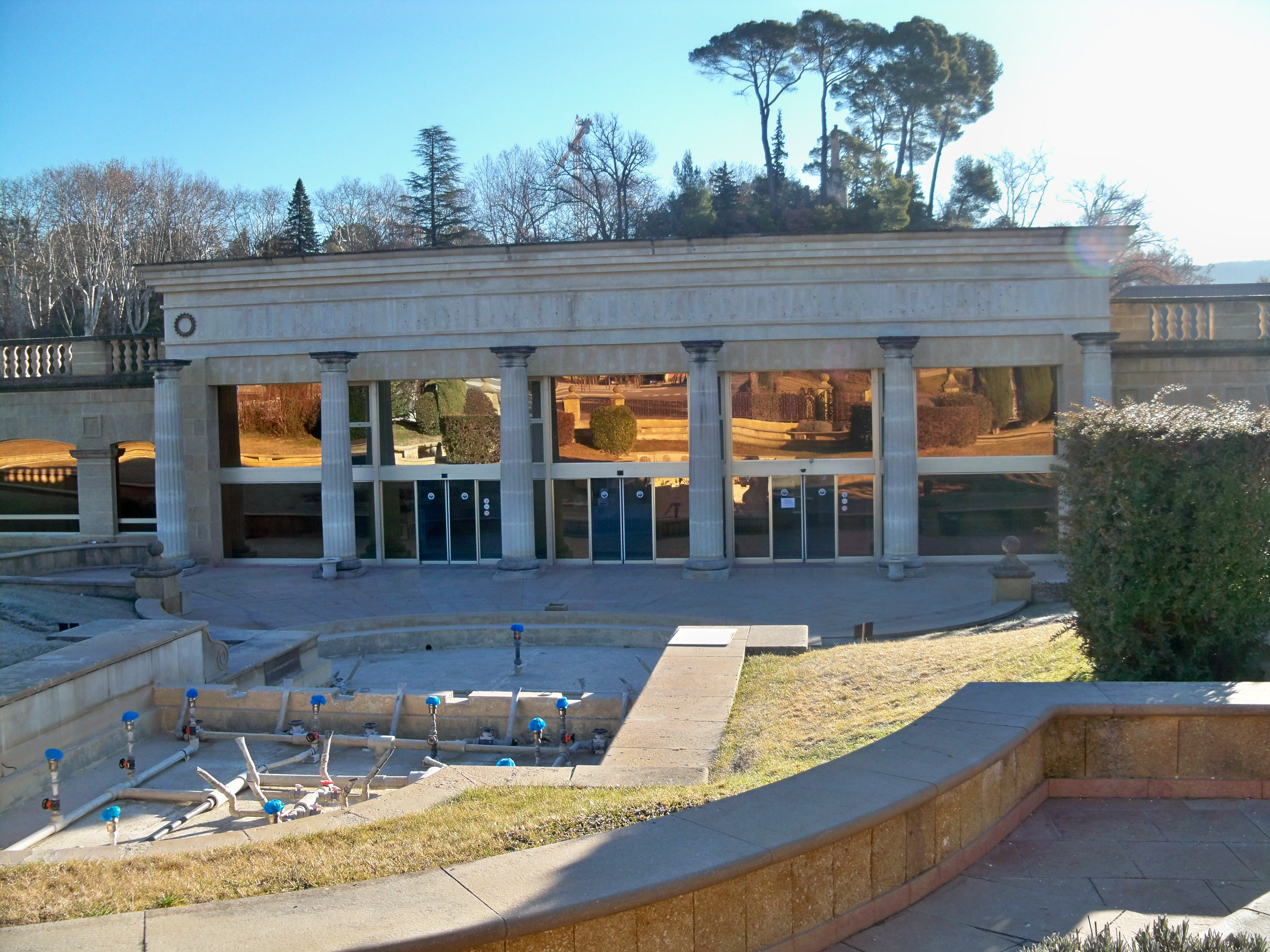
Entrée principale des thermes de Gréoux-les-Bains.

### Aperçu général
En 2009, la population active s’élevait à 1 083 personnes, dont 158 chômeurs
```
(218 fin 2011
[
73
]
). Ces travailleurs sont majoritairement 
salariés
 (75 %)
[
74
]
 et travaillent majoritairement à Gréoux-les-Bains (56 %)
[
74
]
. L’agriculture est encore bien présente, active et diversifiée dans la commune, mais c'est surtout le secteur tertiaire qui est le moteur de l'activité locale. Le tourisme, avec ses nombreux hôtels et campings hébergeant des curistes venus pour les thermes, et des touristes visitant les gorges du Verdon, fait fonctionner de nombreux commerces.
```

### Agriculture
Fin 2010, le secteur primaire (agriculture, sylviculture, pêche) comptait 44 établissements actifs au sens de l’Insee (exploitants non-professionnels inclus) et 19 emplois salariés.
Le nombre d’exploitations professionnelles, selon l’enquête Agreste du ministère de l’Agriculture, est de 26 en 2010. Il était de 30 en 2000, de 61 en 1988. Actuellement[Quand ?], les spécialités dominantes sont les grandes cultures (neuf exploitations), les cultures permanentes comme l’olivier et les arbres fruitiers (six exploitations), et l’élevage ovin (cinq éleveurs). La commune compte également des viticulteurs spécialisés et trois exploitations pratiquant la polyculture. De 1988 à 2000, la surface agricole utilisée (SAU) a fortement augmenté, de 1 146 ha à 2 846 ha. La SAU a suivi le mouvement inverse lors de la dernière décennie, étant divisée par deux, à 1 438 ha.
Le terroir de la commune a été classé par l'INAO comme pouvant produire de l'huile d'olive de Provence AOC. La culture de l’olivier est pratiquée dans la commune depuis des siècles, tout en étant limitée à certains versants. Le terroir de Gréoux-les-Bains se situe en effet à la limite altitudinale de l’arbre, qui ne peut que difficilement être exploité au-delà des 650 mètres : à Gréoux-les-Bains, il s’agit des versants bien exposés des vallons entaillant le plateau de Valensole, terrassés ou non. L’oliveraie de Gréoux-les-Bains occupait plusieurs dizaines d’hectares au début du XIXe siècle. En 2005, elle reste une des plus importantes du département, avec 253 ha et 15 500 arbres exploités. Son aspect patrimonial dans un site particulièrement touristique est noté par les auteurs.
La vigne, autre composante de la triade méditerranéenne, est aussi présente anciennement. Au XIXe siècle, le vin produit est destiné à l’autoconsommation, sa qualité permettant de le vendre sur les marchés régionaux. Actuellement[Quand ?], le vin est toujours d’assez bonne qualité et inclus dans le périmètre du Pierrevert (AOC), mais les surfaces plantées en vigne sont symboliques.

### Industrie
Fin 2010, le secteur secondaire (industrie et construction) comptait 56 établissements, employant 53 salariés.

### Activités de service
Fin 2010, le secteur tertiaire (commerces, services) comptait 311 établissements (avec 415 emplois salariés), auxquels s’ajoutent les 77 établissements du secteur administratif (regroupé avec le secteur sanitaire et social et l’enseignement), salariant 239 personnes.
D'après l’Observatoire départemental du tourisme, la fonction touristique est très importante pour Gréoux-les-Bains, avec plus de cinq touristes accueillis par habitant, la capacité d'hébergement étant majoritairement non-marchande. Plusieurs structures d’hébergement à finalité touristique existent dans la commune :
- le secteur hôtelier est important, Gréoux-les-Bains possède la plus forte capacité hôtelière du département[84], avec 14 hôtels en 2008[85] (et 10 classés en 2012)[86]. Toute la gamme est représentée, avec quatre hôtels non classés[87], un hôtel une étoile[88], 7 hôtels classés deux étoiles[89], deux trois étoiles[90] et deux résidences de tourisme[91]. La capacité hôtelière atteint à elle seule 325 chambres[86] ;
- les campings sont eux aussi nombreux dans la commune. Il y a deux campings classés deux étoiles[92] et trois campings classés trois-étoiles[93], avec une capacité totale de 759 emplacements[94] ;
- les meublés labellisés sont nombreux[95], tout comme les meublés non-labellisés[96] ;
- la commune compte également des chambres d’hôtes[97];
- les hébergements collectifs sont représentés par un village de vacances classé, et un gîte d’étape[98].

Les résidences secondaires apportent un complément important à la capacité d’accueil. Dépassant les 2 500, elles représentent trois logements sur cinq. Parmi les résidences secondaires, 1 750 possèdent plus d’un logement,.
Un casino du groupe Partouche est implanté sur la commune.

## Lieux et monuments
Le barrage de Gréoux est haut de 87 m.

### Châteaux
- Le château dit des Templiers (mais ne leur ayant jamais appartenu), avec des parties allant du XIIe au XVIIe siècle, est classé monument historique en 1840[51] et restauré.
- Le château du Rousset domine la vallée de la Durance et date du XVIIe siècle pour l’essentiel[38].
- Le château de Laval[35]
- Le château de Lineau, inscrit en totalité au titre des monuments historiques en 2023 « avec ses terrasses, son pigeonnier, son réseau hydraulique avec mines d'eau, ses bassins et lavoir, son allée de platanes, les bâtiments agricoles à l'entrée du domaine, son portail, ses murs de clôture et de soutènement, ses escaliers, le sol des parcelles, ainsi que les façades et toitures de l'écurie »[101].

Châteaux de Gréoux-les-Bains.
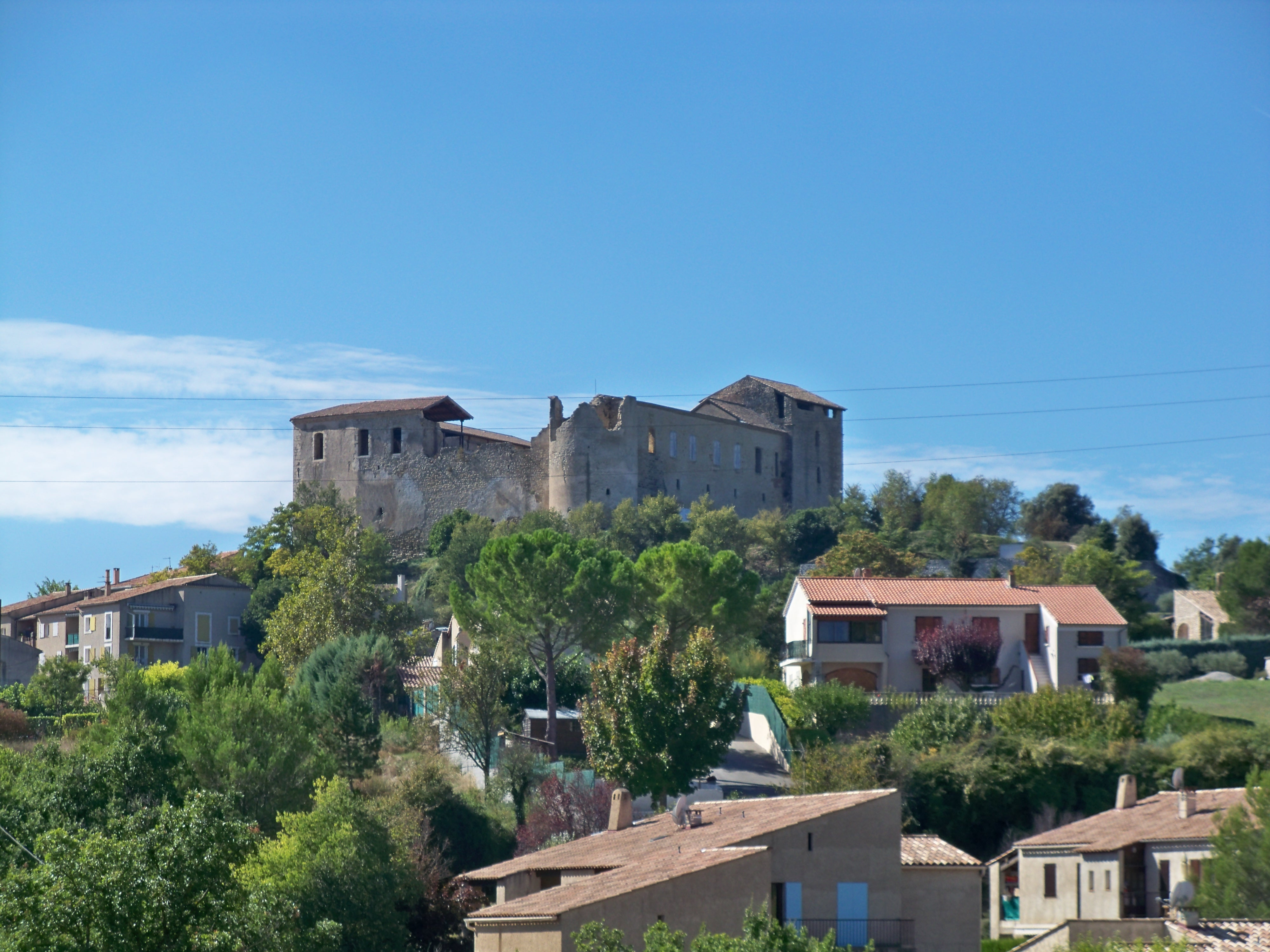
Château des Hospitaliers.
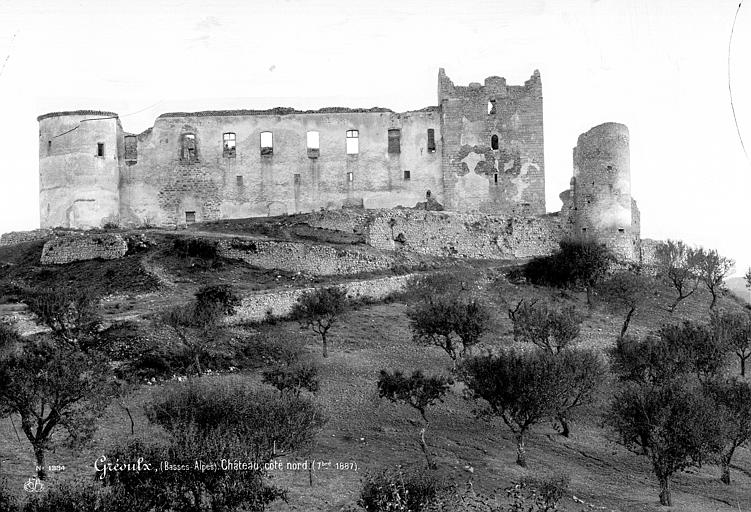
Côté nord du château de Gréoux-les-Bains, photographié par Séraphin-Médéric Mieusement, en septembre 1887.
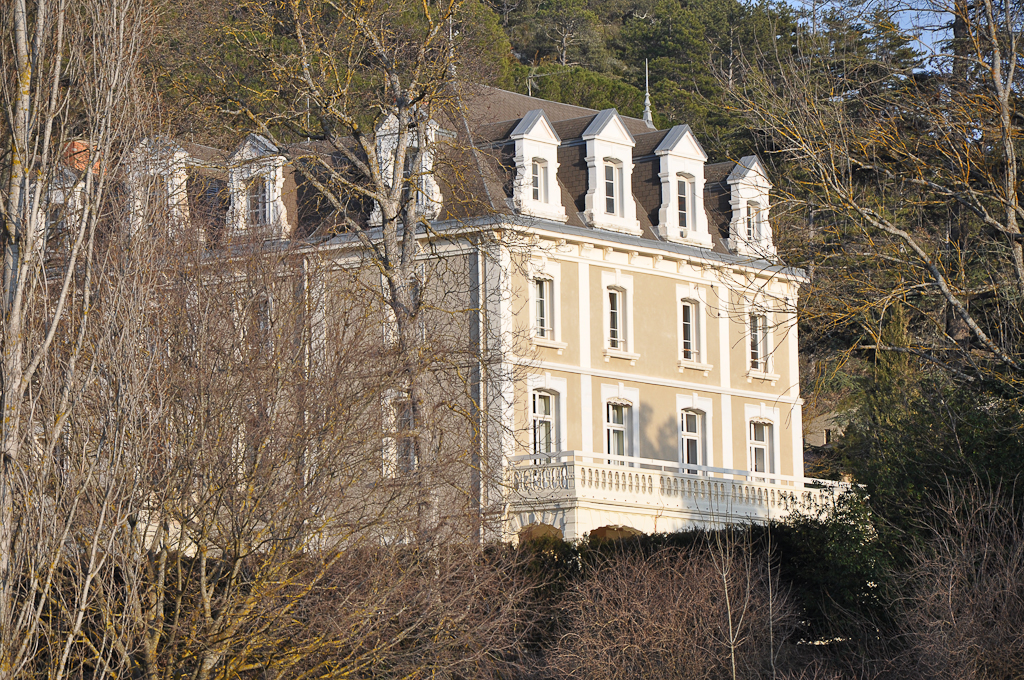
Château Laval.

### Architecture civile et fonctionnelle
Les maisons anciennes sont rectangulaires, plus profondes que la largeur de la façade, ce qui a contraint à aménager des pièces noires, dites « alcôves ».
Le relais du Rousset est composé de l’ancienne auberge, des écuries, de la fontaine. La ferme, dite « château d’Aurabelle », était habitée par des familles nobles, qui tenaient un fief. Elle est constituée d’un corps de logis flanqué de deux tours rondes, et percé de portes cochères.
Le château de Rousset, qui datait du XVe siècle, mais surtout du XVIIe siècle, a été reconstruit à partir de 1890, et les parties visibles datent de cette époque. Il a néanmoins conservé une pietà du XVe ou du XVIIIe siècle, classée et, dans sa chapelle, une « Assomption » du peintre Philippe de Champaigne, datée de 1629 et également classée.
- Thermes troglodytiques romains[35]. Non loin, les archéologues ont trouvé une piscine du Ier siècle ap. J.-C.

### Art religieux

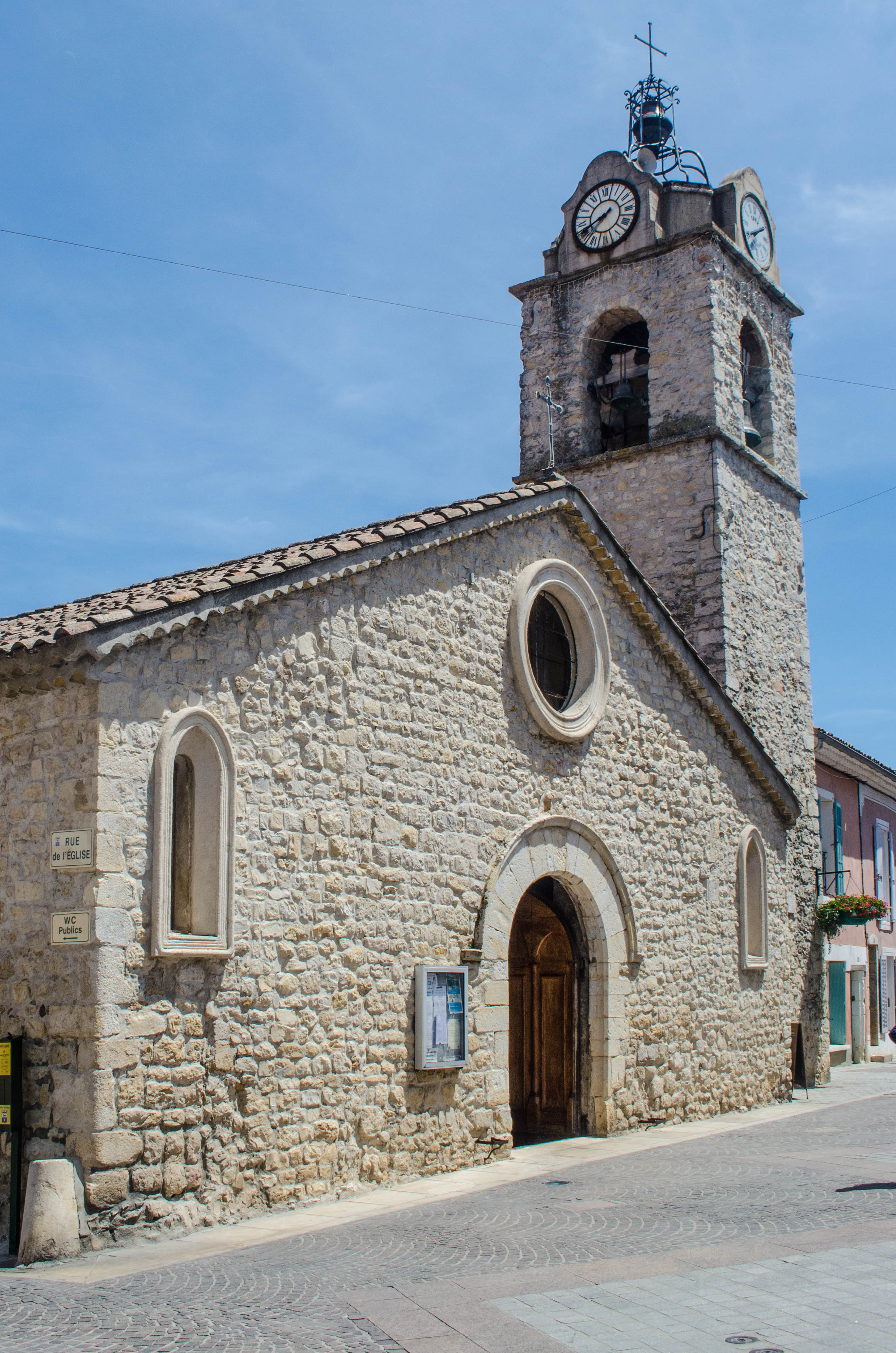
Église de Gréoux-les-Bains.

L’église Notre-Dame-des-Ormeaux, ancien prieuré de l’abbaye de Montmajour, est composée d’une nef à cinq travées voûtées en berceau. Le bas-côté sud, qui court le long de la nef sur quatre travées, est en fait constitué de chapelles latérales médiévales (chapelle seigneuriale de Sainte-Catherine, chapelle de la confrérie de la Vierge, chapelle Saint-Sébastien, en allant vers l'est), dont les murs de séparation ont été abattus. Au total, il est datable du XIVe siècle, voire du XVe siècle. Les voûtes mettant en communication ces chapelles sont d’ailleurs de hauteur variable. Le bas-côté nord, qui n’est long que de deux travées, est bas et étroit, et a dû être construit vers le XVIe siècle. Le chœur est de style gothique. Le clocher-tour, construit sur la façade occidentale, a été construit vers 1830, environ. Certaines parties de l’église peuvent être du XIIe siècle ou du XIIIe siècle. L’intérieur a été restauré en 1973-1975.
Elle contient une Assomption peinte par Jacques Macadré, vers 1615, classée,. La Pâmoison de la Vierge (au moment de la descente de Croix du Christ) est la seule peinture retrouvée d’Honoré Morenon, se trouve dans la chapelle Sainte-Croix (1697).
Le retable de l’autel Saint-Sébastien est signalé par Raymond Collier comme étant du XVIIe siècle ; il est classé.
La chapelle Notre-Dame-des-Œufs, proche d’Aurafrède, est mentionnée en 960 sous le nom de Sainte-Marie d’Aurafrède, du nom du fief voisin. Dans son état actuel, la chapelle date en partie du XVIIe siècle, en partie d’une époque plus récente, notamment de la restauration qui a commencé dans les années 1960. Elle était le but d’un pèlerinage contre la stérilité pour les femmes mariées, ou pour trouver un époux pour les jeunes filles. Après être montée au sanctuaire, la pèlerine déposait quelques œufs dans les niches du chœur en ex-voto, et mangeait les autres,. Ce pèlerinage s’est maintenu jusqu’aux années 1930. Il est actuellement remplacé par un cahier de demandes.
La chapelle Saint-Sébastien est ouverte aux protestants l’été.
La chapelle Sainte-Croix se trouve dans la partie ouest du vieux bourg.
Les monuments commémoratifs.

### Musée
La maison de Pauline fonctionne en réseau avec les musées des gorges du Verdon, le musée de la Préhistoire des gorges du Verdon de Quinson, l’écomusée de la Vie d’antan à Esparron-de-Verdon, la maison des gorges du Verdon à La Palud-sur-Verdon et les musées des Sirènes et fossiles et du Moyen Verdon de Castellane.

### Site naturel

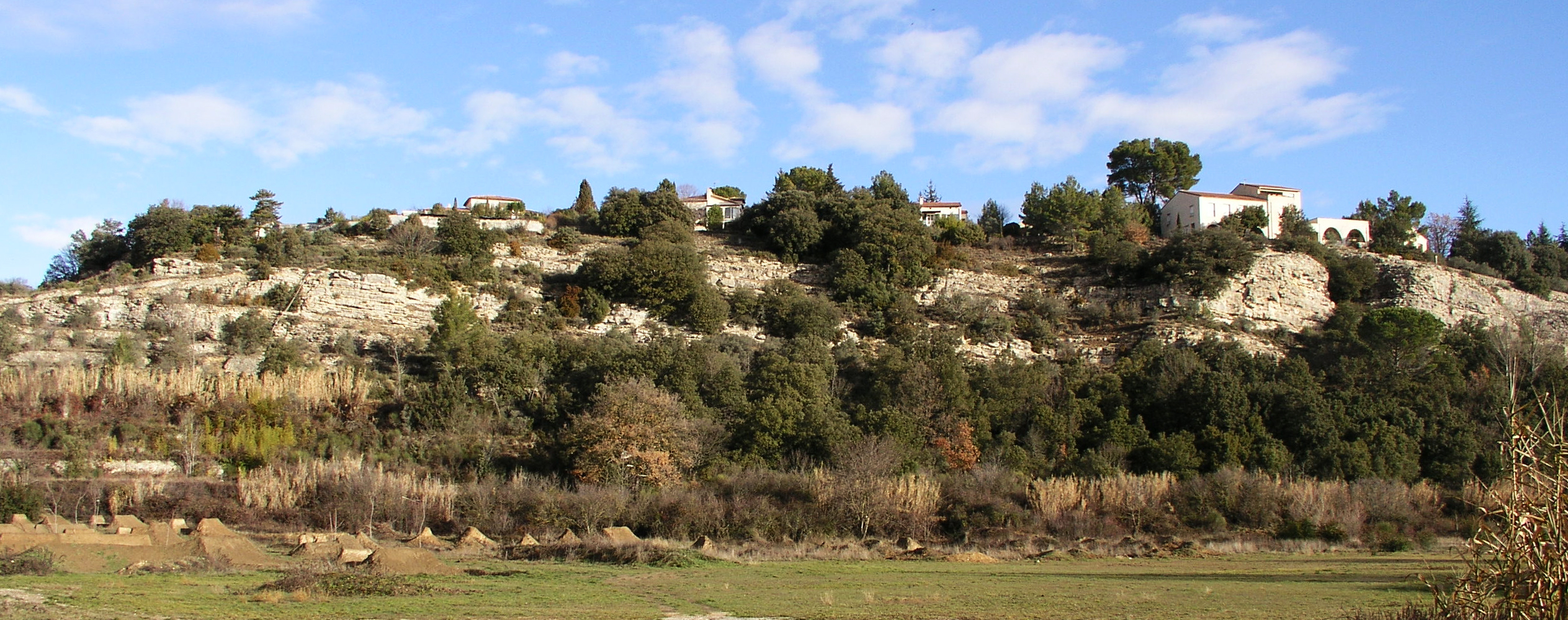
Les roches Bleues dans lesquelles s'ouvrent les grottes de Saint-Sébastien.

- Gorges de Malakoff[35].
- Grottes de Saint-Sébastien.

## Vie locale

### Culture
- Automne Musical par l'association Les Solistes de Provence Verdon.

### Transports en commun

#### Services autocars

##### Transports urbains
Du 7 juillet 2019 à 2022, le service de bus de Gréoux-les-Bains précédemment gratuit est réuni avec les autres lignes Trans'Agglo de la DLVA. Les tarifs varient d'un ticket unitaire à 1 € à des Pass Annuels, tout comme des Pass Annuels réduits et scolaires, de 30 € à 15 € par an.

##### Lignes régionales, réseauZou!
Gréoux-les-Bains est desservie par une ligne EXPRESS :
| Ligne | Tracé                               |
| ----- | ----------------------------------- |
| 67    | Marseille ↔ Gréoux-les-Bains ↔ Riez |

##### Lignes intercommunales
La ville est reliée par 4 lignes intercommunales, réseau Trans'Agglo :
|     | Parcours                                                                                             |
| --- | --- |
| 131 | Gréoux-les-Bains ↔ Vinon-sur-Verdon ↔ Manosque                                                       |
| 132 | Riez ↔ Gréoux-les-Bains ↔ Manosque                                                                   |
| 136 | Manosque ↔ Gréoux-les-Bains ↔ Saint-Martin-de-Brômes ↔ Esparron-de-Verdon ↔ Quinson (Ligne estivale) |
| 137 | Esparron-de-Verdon ↔ Gréoux-les-Bains (Ligne à la demande)                                           |

## Personnalités liées à la commune
- Lucien Jacques (1891-1961), artiste.
- Pauline Borghèse, sœur de Napoléon Ier, a séjourné à Gréoux-les-Bains.
- Frédéric Mistral venait en cure à Gréoux-les-Bains.
- Louis Denis-Valvérane (1870-1943), peintre, illustrateur et félibre, venait à Gréoux, d’où son épouse était originaire.
- Jean Giono et Lucien Jacques fréquentaient l'auberge et la maison de M. Cadière (propriétaire du casino et du château des Templiers). Giono fit le voyage en Italie avec George Cadière et Germaine.
- Antoine-Jean-Baptiste-Joseph Gravier (1784-1850), né à Gréoux, député de 1815 à 1846.